# Antoine Louis Marie de Gramont
Antoine Louis Marie de Gramont, duca di Guiche, VIII duca di Gramont, conte di Louvigny e principe di Bidache (Versailles, 17 agosto 1755 – Saint-Mandé, 28 agosto 1836), è stato un ufficiale e politico francese.

## Biografia

### La famiglia
Era il figlio maggiore di Antoine Adrien Charles de Gramont, brigadiere dell'esercito del re, colonnello del reggimento di fanteria del Delfino, e di sua moglie, Marie Louise de Faoucq, signora di palazzo di Maria Leszczyńska (1752) e Maria Antonietta (1770-1789).

### La carriera
Durante la rivoluzione francese era capitano delle guardia del corpo del re. Il 16 aprile 1780 ricevette il titolo di Duca di Guiche e nel 1799 successe al cugino come Duca di Gramont. Emigrò con la famiglia in Inghilterra, dove entrò a far parte del 10th Royal Hussars: era conosciuto semplicemente come capitano Gramont.
Il duca di Gramont condivise l'esilio del re, fino al 1814. Tornò in Francia con il duca di Angoulême, divenendone il primo aiutante. Riprese poi le funzioni di capitano delle guardie sotto Carlo X.
Divenne successivamente pari di Francia il 4 giugno 1814, tenente generale l'8 agosto 1814, comandante della 11ª Divisione Militare il 30 settembre 1814. Durante i Cento giorni si ritirò in Spagna.
Nel 1818, è stato coinvolto con il duca di Mouchy e il principe de Poix in concorso in omicidio colposo commesso sul conte di Saint-Morys.
Al momento dell'incoronazione di Giorgio IV, è stato scelto per rappresentare la Francia come ambasciatore straordinario.
Nel 1823 riprese il suo posto nella Camera dei pari di Francia.

### Matrimonio
Sposò, l'11 luglio 1780, a Versailles, Aglaé de Polignac (7 maggio 1768 - 30 marzo 1803), figlia di Jules de Polignac. Ebbero tre figli:
- Armandine Léonie Sophie Corisande de Gramont (5 ottobre 1782 - 23 gennaio 1865) sposò Charles Bennet, V conte di Tankerville, ebbero due figli;
- Aglaé Angélique Gabrielle de Gramont (17 gennaio 1787 - 21 gennaio 1842), sposò in prime nozze il generale russo Aleksandr L'vovič Davydov, ebbero tre figli, ed in seconde nozze il diplomatico francese Horace Sébastiani;
- Antoine Geneviève Héraclius Agénor de Gramont (17 giugno 1789 - 3 marzo 1855).

### La morte
Dopo la rivoluzione del luglio 1830, troppo vecchio per prendere il cammino dell'esilio, si ritirò a vita privata, non rifiutò il giuramento al nuovo governo e rimase nella camera alta (ma non fu più particolarmente attivo come senatore) fino alla sua morte. Il duca di Gramont morì a Parigi, il 28 agosto 1836. Il suo corpo fu sepolto nella cappella del principato di Bidache.